# Provinz Masvingo

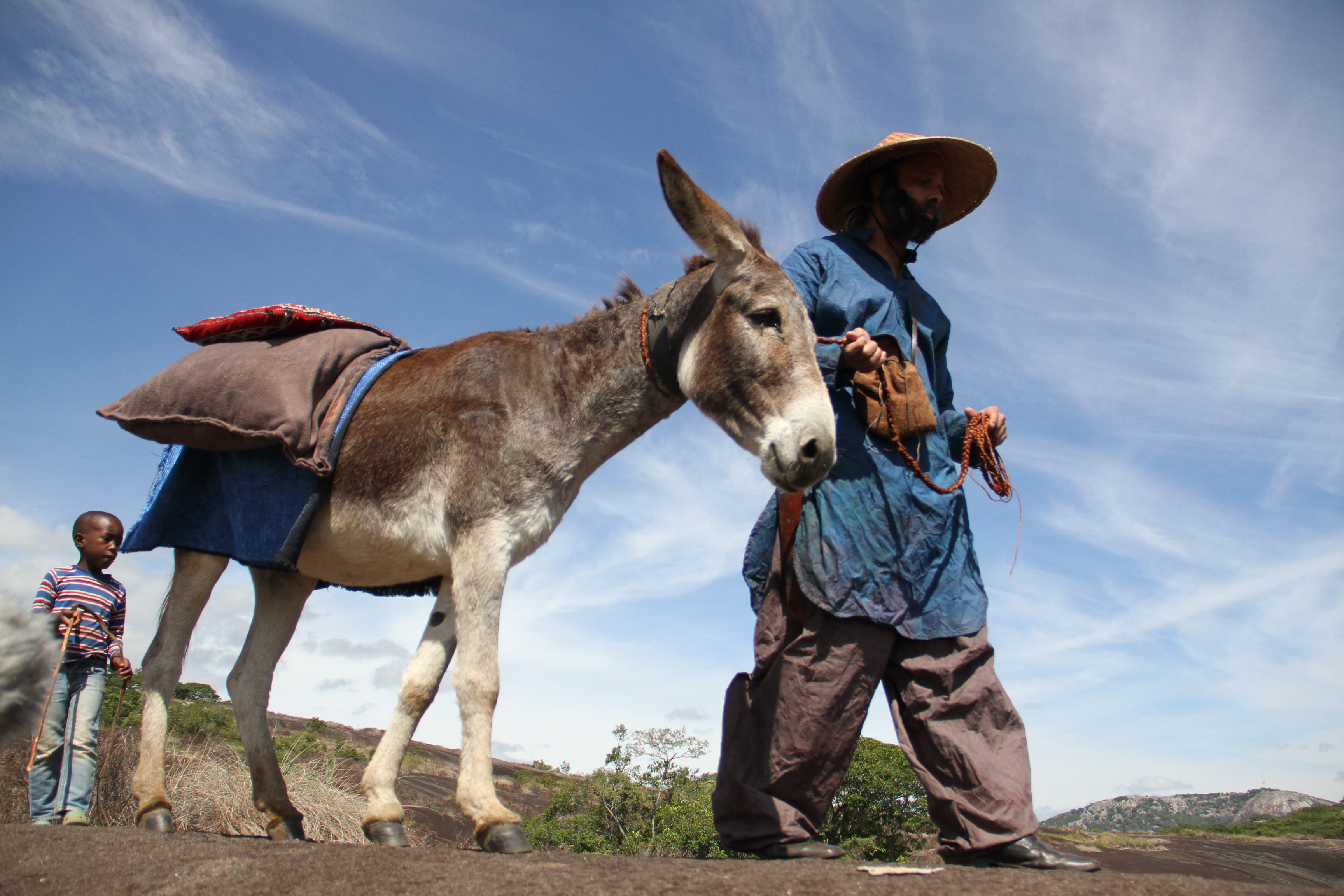
Eseltransport in Provinz Masvingo

Masvingo ist eine Provinz im Südosten von Simbabwe. Sie umfasst ein Gebiet von 56.456 Quadratkilometern mit einer Bevölkerung von 1.638.528 Menschen (2022). Sie ist nach ihrer Hauptstadt Masvingo benannt.

## Geographie
Die Provinz wird dominiert vom Karanga-Stamm, der zu den Shona zählt. Sie zählt zum semiariden Tiefland, was für die Rinderzucht günstige Bedingungen bietet. Außerhalb der Regenzeit ist das Gebiet staubig und trocken.
Im Wesentlichen finden sich offene Wälder mit Grasland und Granithügeln. Daneben gibt es etwas Bergbau und Zuckerrohranbau, der durch den Mukurikwi-Fluss bewässert wird. Im Osten grenzt die Provinz an Mosambik und im Süden an den Kruger-Nationalpark in Südafrika.
Entlang der Grenze zu Mosambik liegt der Gonarezhou-Nationalpark.
| Provinz Midlands           | Provinz Mashonaland East                    | Provinz Manicaland     |
| Provinz Midlands           | Kompassrose, die auf Nachbargemeinden zeigt | Provinz Manicaland     |
| Provinz Matabeleland South | Provinz Limpopo, Südafrika                  | Provinz Gaza, Mosambik |

## Distrikte

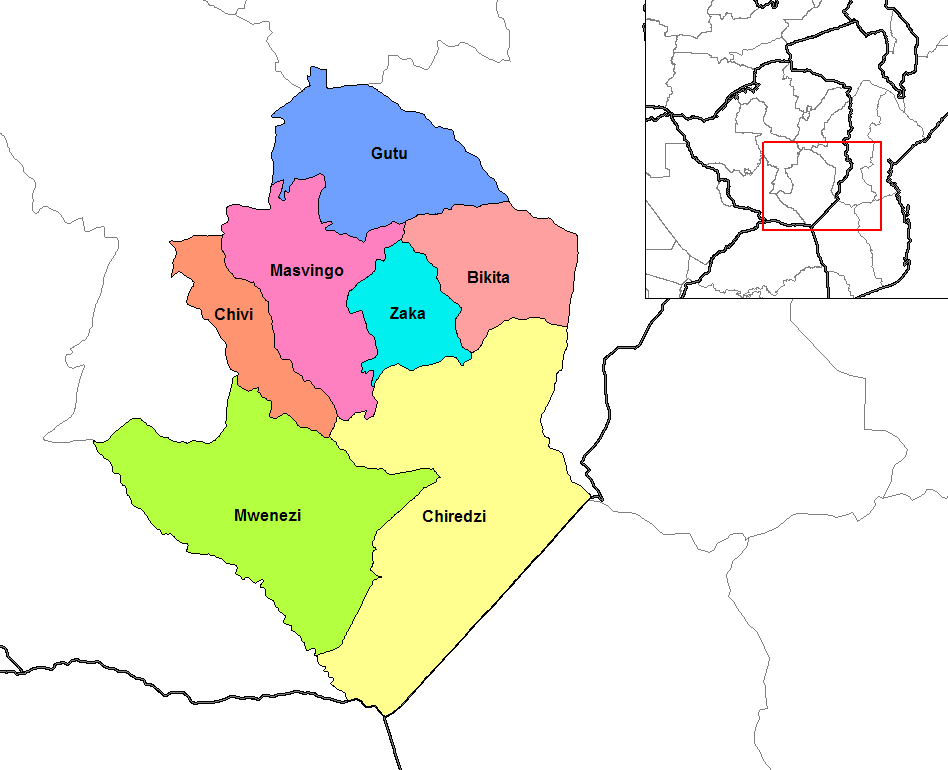
Distrikte in Masvingo (ohne Urbane Distrikte)

Masvingo besteht aus neun Distrikten (Stand 2022). Davon sind 7 Ländliche Distrikte (Rural) und 2 Städte mit Distrikt Status (Urban):
| Distrikt       | Fläche in [km²] | Einwohner 2012 | Einwohner 2022 | Bevölkerungsdichte 2022 [Einwohner/km²] |
| -------------- | --------------- | -------------- | -------------- | --------------------------------------- |
| Bikita         | 5180            | 162.356        | 176.835        | 34                                      |
| Chiredzi Rural | 17.401          | 275.759        | 303.503        | 17                                      |
| Chiredzi Urban | 22              | 30.448         | 40.457         | 1824                                    |
| Chivi          | 3543            | 166.049        | 172.979        | 49                                      |
| Gutu           | 7054            | 203.083        | 208.149        | 30                                      |
| Masvingo Rural | 6849            | 211.215        | 238.103        | 35                                      |
| Masvingo Urban | 72              | 87.886         | 90.286         | 1256                                    |
| Mwenezi        | 13.210          | 166.993        | 209.327        | 16                                      |
| Zaka Rural     | 3126            | 181.301        | 198.889        | 64                                      |
| Gesamt         | 56.456          | 1.485.090      | 1.638.528      | 29                                      |